# Grand Prix Abú Zabí 2017
Grand Prix Abú Zabí 2017 (oficiálně 2017 Formula 1 Etihad Airways Abu Dhabi Grand Prix) se jela na okruhu Yas Marina, v emirátu Abú Zabí ve Spojených arabských emirátech dne 26. listopadu 2017. Závod byl dvacátým a zároveň posledním v pořadí v sezóně 2017 šampionátu Formule 1.
Valtteri Bottas z týmu Mercedes ovládl celý závodní víkend: získal pole position, vítězství v jinak nudném závodě i nejrychlejší závodní kolo. Druhým místem zvýraznil jeho týmový kolega Lewis Hamilton zisk titulu mistra světa; na pódiu je doplnil jezdec Ferrari Sebastian Vettel. Čtvrtým v cíli byl Kimi Räikkönen také z týmu Ferrari, což mu zaručilo čtvrtou příčku v celkovém hodnocení jezdců.

## Kvalifikace
| Poř.                        | No. | Jezdec            | Konstruktér               | Časy v kvalifikaci | Časy v kvalifikaci | Časy v kvalifikaci | Pořadí na startu |
| Poř.                        | No. | Jezdec            | Konstruktér               | Q1                 | Q2                 | Q3                 | Pořadí na startu |
| --------------------------- | --- | ----------------- | ------------------------- | ------------------ | ------------------ | ------------------ | ---------------- |
| 1                           | 77  | Valtteri Bottas   | Mercedes                  | 1:37.356           | 1:36.822           | 1:36.231           | 1                |
| 2                           | 44  | Lewis Hamilton    | Mercedes                  | 1:37.391           | 1:36.742           | 1:36.403           | 2                |
| 3                           | 5   | Sebastian Vettel  | Ferrari                   | 1:37.817           | 1:37.023           | 1:36.777           | 3                |
| 4                           | 3   | Daniel Ricciardo  | Red Bull Racing-TAG Heuer | 1:38.016           | 1:37.583           | 1:36.959           | 4                |
| 5                           | 7   | Kimi Räikkönen    | Ferrari                   | 1:37.453           | 1:37.302           | 1:36.985           | 5                |
| 6                           | 33  | Max Verstappen    | Red Bull Racing-TAG Heuer | 1:38.021           | 1:37.777           | 1:37.328           | 6                |
| 7                           | 27  | Nico Hülkenberg   | Renault                   | 1:38.781           | 1:38.138           | 1:38.282           | 7                |
| 8                           | 11  | Sergio Pérez      | Force India-Mercedes      | 1:38.601           | 1:38.359           | 1:38.374           | 8                |
| 9                           | 31  | Esteban Ocon      | Force India-Mercedes      | 1:38.896           | 1:38.392           | 1:38.397           | 9                |
| 10                          | 19  | Felipe Massa      | Williams-Mercedes         | 1:38.629           | 1:38.565           | 1:38.550           | 10               |
| 11                          | 14  | Fernando Alonso   | McLaren-Honda             | 1:38.820           | 1:38.636           |                    | 11               |
| 12                          | 55  | Carlos Sainz Jr.  | Renault                   | 1:38.810           | 1:38.725           |                    | 12               |
| 13                          | 2   | Stoffel Vandoorne | McLaren-Honda             | 1:38.777           | 1:38.808           |                    | 13               |
| 14                          | 20  | Kevin Magnussen   | Haas-Ferrari              | 1:39.395           | 1:39.298           |                    | 14               |
| 15                          | 18  | Lance Stroll      | Williams-Mercedes         | 1:39.503           | 1:39.646           |                    | 15               |
| 16                          | 8   | Romain Grosjean   | Haas-Ferrari              | 1:39.516           |                    |                    | 16               |
| 17                          | 10  | Pierre Gasly      | Toro Rosso                | 1:39.724           |                    |                    | 17               |
| 18                          | 94  | Pascal Wehrlein   | Sauber-Ferrari            | 1:39.930           |                    |                    | 18               |
| 19                          | 9   | Marcus Ericsson   | Sauber-Ferrari            | 1:39.994           |                    |                    | 19               |
| 20                          | 28  | Brendon Hartley   | Toro Rosso                | 1:40.471           |                    |                    | 20               |
| 107 % času vítěze: 1:44.170 |     |                   |                           |                    |                    |                    |                  |
| Zdroj:                      |     |                   |                           |                    |                    |                    |                  |

Poznámky
1. ↑  Brendon Hartley obdržel trest posunu o 10 míst vzad za překročení počtu povolených pohonných jednote.

## Závod
| Poř.   | No. | Jezdec            | Konstruktér               | Počet kol | Čas/Odstoupení          | Pořadí na startu | Body |
| ------ | --- | ----------------- | ------------------------- | --------- | ----------------------- | ---------------- | ---- |
| 1      | 77  | Valtteri Bottas   | Mercedes                  | 55        | 1:34:14.062             | 1                | 25   |
| 2      | 44  | Lewis Hamilton    | Mercedes                  | 55        | +3.899                  | 2                | 18   |
| 3      | 5   | Sebastian Vettel  | Ferrari                   | 55        | +19.330                 | 3                | 15   |
| 4      | 7   | Kimi Räikkönen    | Ferrari                   | 55        | +45.386                 | 5                | 12   |
| 5      | 33  | Max Verstappen    | Red Bull Racing-TAG Heuer | 55        | +46.269                 | 6                | 10   |
| 6      | 27  | Nico Hülkenberg   | Renault                   | 55        | +1:25.713               | 7                | 8    |
| 7      | 11  | Sergio Pérez      | Force India-Mercedes      | 55        | +1:32.062               | 8                | 6    |
| 8      | 31  | Esteban Ocon      | Force India-Mercedes      | 55        | +1:38.911               | 9                | 4    |
| 9      | 14  | Fernando Alonso   | McLaren-Honda             | 54        | +1 kolo                 | 11               | 2    |
| 10     | 19  | Felipe Massa      | Williams-Mercedes         | 54        | +1 kolo                 | 10               | 1    |
| 11     | 8   | Romain Grosjean   | Haas-Ferrari              | 54        | +1 kolo                 | 16               |      |
| 12     | 2   | Stoffel Vandoorne | McLaren-Honda             | 54        | +1 kolo                 | 13               |      |
| 13     | 20  | Kevin Magnussen   | Haas-Ferrari              | 54        | +1 kolo                 | 14               |      |
| 14     | 94  | Pascal Wehrlein   | Sauber-Ferrari            | 54        | +1 kolo                 | 18               |      |
| 15     | 28  | Brendon Hartley   | Toro Rosso                | 54        | +1 kolo                 | 20               |      |
| 16     | 10  | Pierre Gasly      | Toro Rosso                | 54        | +1 kolo                 | 17               |      |
| 17     | 9   | Marcus Ericsson   | Sauber-Ferrari            | 54        | +1 kolo                 | 19               |      |
| 18     | 18  | Lance Stroll      | Williams-Mercedes         | 54        | +1 kolo                 | 15               |      |
| Ret    | 55  | Carlos Sainz Jr.  | Renault                   | 31        | Nesprávně uchycené kolo | 12               |      |
| Ret    | 3   | Daniel Ricciardo  | Red Bull Racing-TAG Heuer | 20        | Hydraulika              | 4                |      |
| Zdroj: |     |                   |                           |           |                         |                  |      |

## Konečné pořadí šampionátu
- Tučně je vyznačen jezdec a tým, který získal titul v Poháru jezdců nebo konstruktérů.

Pohár jezdců
|   | Pořadí | Jezdec           | Body |
| - | ------ | ---------------- | ---- |
|   | 1      | Lewis Hamilton   | 363  |
|   | 2      | Sebastian Vettel | 317  |
|   | 3      | Valtteri Bottas  | 305  |
| 1 | 4      | Kimi Räikkönen   | 205  |
| 1 | 5      | Daniel Ricciardo | 200  |

Pohár konstruktérů
|  | Pořadí | Konstruktér               | Body |
|  | ------ | ------------------------- | ---- |
|  | 1      | Mercedes                  | 668  |
|  | 2      | Ferrari                   | 522  |
|  | 3      | Red Bull Racing-TAG Heuer | 368  |
|  | 4      | Force India-Mercedes      | 187  |
|  | 5      | Williams-Mercedes         | 83   |